# Skeptic (americký časopis)
Skeptic je čtvrtletník pro vědecké vzdělávání a obhajobu vědy, který mezinárodně vydává The Skeptics Society, nezisková organizace věnující se propagaci vědeckého skepticismu a odporu proti šíření pseudovědy, pověr a iracionálních přesvědčení. Časopis založil Michael Shermer, zakladatel The Skeptics Society, poprvé vyšel na jaře 1992 a vydává ho nakladatelství Millennium Press. Shermer zůstal vydavatelem a šéfredaktorem časopisu a spoluzakladatelkou, spoluvydavatelkou a uměleckou ředitelkou časopisu byla Pat Linseová, a to až do své smrti v červenci 2021. Mezi další významné členy redakční rady patří nebo patřili například evoluční biolog Oxfordské univerzity Richard Dawkins, vědec Jared Diamond, držitel Pulitzerovy ceny, kouzelník a únikový umělec, který se stal pedagogem, James Randi, herečka, komička a absolventka Saturday Night Live Julia Sweeneyová, profesionální mentalista Mark Edward, vědecký spisovatel Daniel Loxton, Lawrence M. Krauss a Christof Koch.
Skeptic má mezinárodní náklad přes 50 000 předplatitelů a je na novinových stáncích v USA a Kanadě, stejně jako v Evropě, Austrálii a dalších zemích.

## Historie, formát a struktura
Na obálce prvního čísla časopisu byla vzdána pocta vědci a spisovateli science-fiction Isaacu Asimovovi. Podle Shermera Asimov zemřel v době, kdy se číslo chystalo do tisku, a tak výtvarník Linse vytvořil autorův portrét tužkou. Jelikož Asimov napsal řadu povídek s roboty a vymyslel termín „robotika“, je na obálce 12. ročníku č. 2 (2006), který je věnován tématu umělé inteligence, vyobrazen robot sedící na lavičce v parku a čtoucí si toto první číslo.
Každé číslo časopisu začíná popisem The Skeptics Society a jejím posláním, které spočívá ve zkoumání témat, jako je kreacionismus, „energie“ pyramid, Yetti, pseudohistorická tvrzení (jako v příkladech popírání holocaustu a extrémního afrocentrismu), používání nebo zneužívání teorie a statistiky, konspirační teorie, městské legendy, hony na čarodějnice, masové hysterie, genialita a inteligence a kulturní vlivy na vědu, stejně jako kontroverze týkající se protovědy na špičce zavedené vědy, a dokonce i módní výstřelky jako kryonika a nízkosacharidová dieta.
V roce 2011 měl časopis tři pravidelné sloupkaře: Harriet A. Hallová psala The Skep Doc a Karen Stollznowová Bad Language. Počet stran časopisu se až do roku 2010 pohyboval přibližně mezi 100 a 110 stranami. Od ročníku 16 č. 3 (2011) byl snížen na přibližně 80 stran. Od roku 2018 měl časopis dva pravidelné sloupkaře: Harriet Hallovou a Carol Tavrisovou.
V roce 2021, při stém vydání časopisu, ročník 26 č. 2 obsahoval retrospektivu více než 40 let výtvarných prací a obálek časopisu od Linse a Loxtona.

### Typická témata
Každé číslo obsahuje úvodník. V minulosti jej psal James Randi a často se jednalo o reakci na články z mainstreamových zpravodajských médií, jako byla například reportáž z roku 2005, kdy zpravodajský magazín ABC Primetime Live představil brazilského léčitele vírou João Teixeiru. Jindy Randi psal o tématech, která v minulosti zkoumal, například o údajných věštcích, údajných senzibilkách jako Sylvii Browneové a o UFO.
Součástí časopisu je také rozsáhlá korespondenční rubrika nazvaná Fórum. Ta obsahuje nejen dopisy od laických čtenářů, ale také podrobné komentáře a vyvrácení od odborníků, což přispívá k rozšíření akademické debaty o otázkách nastolených v minulých vydáních.
Většina časopisu se zabývá různými tématy. Na obálkách se objevují články od zkoumání údajných UFO v náboženských ikonách a teorií o pravděpodobnosti umělé inteligence až po pocty vlivným skeptikům včetně Isaaca Asimova a Ernsta Mayra. Některá vydání obsahují speciální rubriky věnované určitému tématu nebo tématu, které je zkoumáno prostřednictvím více článků různých autorů, jako je například inteligentní design - často se v časopise opakující téma vzhledem k probíhajícímu sporu o stvoření a evoluci.

### Junior Skeptik
Do většiny čísel je vložena desetistránková rubrika pro mladé čtenáře s názvem Junior Skeptic. Tato část časopisu, jejíž předzvěstí je obálka vytištěná na lesklém papíře (zbytek časopisu je vytištěn na matném), se zaměřuje na jedno téma nebo poskytuje praktické pokyny psané a ilustrované stylem, který je pro děti přitažlivější.
Redaktorem časopisu Junior Skeptic je Daniel Loxton, který většinu čísel píše a ilustruje.
První vydání Junior Skeptic vyšlo v ročníku 6, č. 2 časopisu Skeptic (2000).

## Oficiální podcasty

### Skepticality
V dubnu 2006 byl obnoven nezávislý skeptický diskusní pořad Skepticality pod názvem Skepticality: The Official Podcast of Skeptic Magazine. Nové epizody pořadu jsou vydávány každé dva týdny. Pořad připravují původní, pokračující moderátoři pořadu (Robynn McCarthyová a Derek Colanduno) ve spolupráci s pracovníky časopisu Skeptic.

### MonsterTalk
V roce 2009 přibyl druhý oficiální podcast. MonsterTalk kriticky zkoumá vědecké poznatky o kryptozoologických a legendárních tvorech, jako je yetti, lochnesská nestvůra a vlkodlaci, moderátory MonsterTalk jsou Blake Smith a Karen Stollznowová, dříve Ben Radford. Blake Smith pořad produkuje.

## Sbírky
- Paranormal Claims: A Critical Analysis (Paranormální tvrzení: Kritická analýza), 2007, editoval Bryan Farha, University Press of America, ISBN 978-0-7618-3772-5. (Několik kapitol je přetištěno z článků časopisu Skeptic.)
- The Skeptic Encyclopedia of Pseudoscience (Skeptická encyklopedie pseudovědy). (sbírka článků, které pojednávají o vědeckých poznatcích The Skeptics Society při zkoumání populárních pseudovědeckých a nadpřirozených tvrzení.)

## Redakce

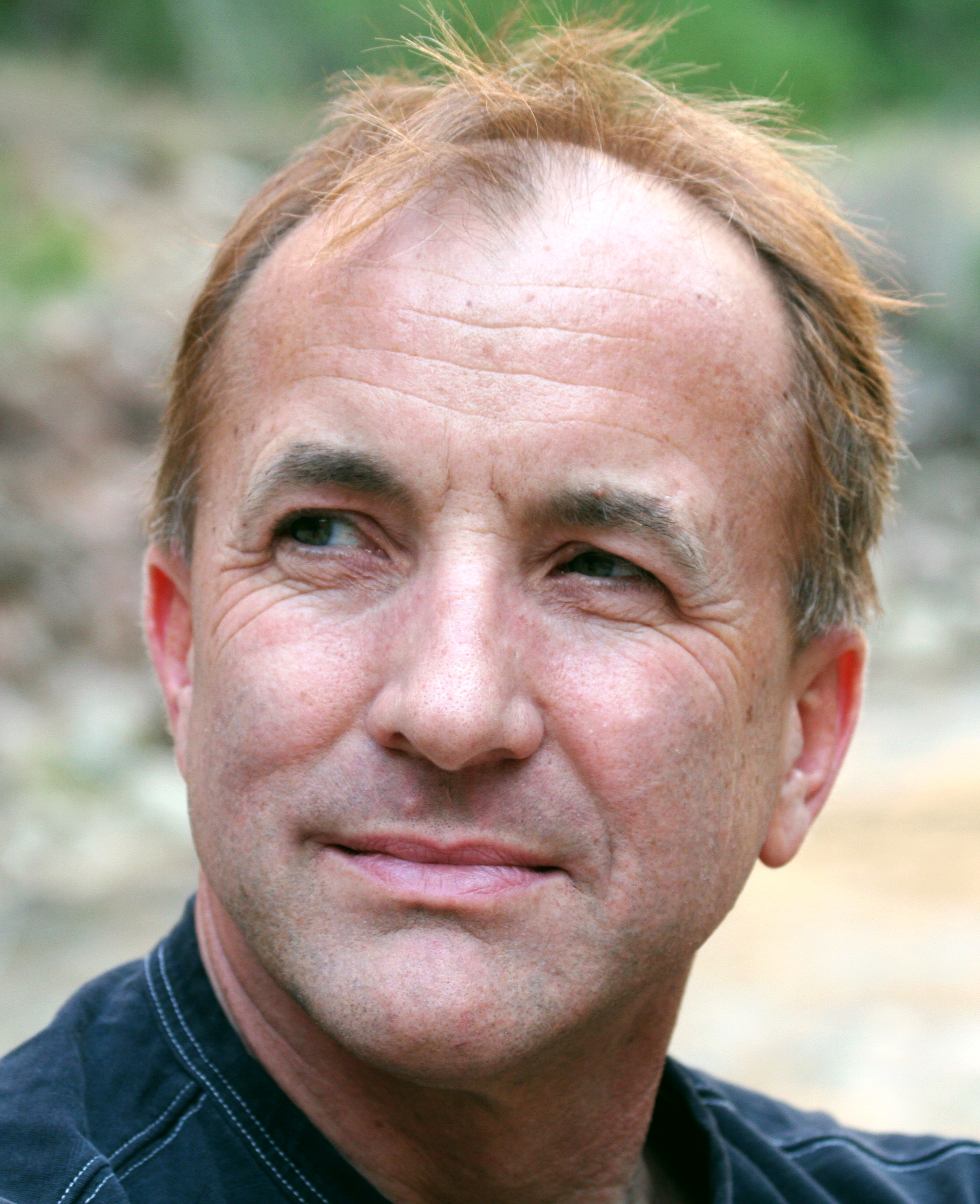
Michael Shermer, zakladatel The Skeptics Society, vydavatel a šéfredaktor časopisu Skeptic.

### Vedení
- Vydavatel a šéfredaktor: Michael Shermer
- Spoluvydavatel a umělecký ředitel: Pat Linseová
- Ředitel vývoje: Steven Ridley
- Vedoucí redaktor: Frank Miele
- Junior Skeptic redaktor: Daniel Loxton
- Vědci: David Naiditch, Bernard Leikind, Claudio Maccone, Thomas McDonough
- Přispívající redaktoři: Tim Callahan, Harriet Hallová, Donald Prothero, Liam McDaid
- Redakční asistenti: Gene Friedman, Sara Mericová, Julie Riggottová
- Fotograf: David Patton
- Databáze: Jerry Friedman
- Vedoucí kanceláře: Nickole McCulloughová
- Webmaster: William Bull

### Redakční rada
Redakční rada se skládá z následujících osob:
| - Arthur T. Benjamin - Roger Bingham - Napoleon Chagnon - K.C. Cole - Richard Dawkins - Jared Diamond - Clayton J. Drees - Mark Edward | - George Fischbeck - Gregory Forbes - John Gribbin - Christof Koch - Lawrence M. Krauss (bývalý člen) - William McComas - Leonard Mlodinow - Richard Olson | - Donald Prothero - Nancy Segal - Eugenie Scott - Julia Sweeney - Frank Sulloway - Carol Tavris - Stuart Vyse |